# 中西伊之助
中西 伊之助（なかにし いのすけ、1887年2月8日 - 1958年9月1日）は日本の作家、労働運動家、政治家。衆議院議員を2期務めた。

## 来歴

### 出生から青年時代まで
1887年2月8日、京都府久世郡槇島村（現・宇治市）の農家に出生し私生児として届け出された。旧制大成中学校（5年級編入学）を経て海軍兵学校に志願するも、出自を理由に入校はならなかった。その後、中央大学、早稲田大学に入るがいずれも中退。
少年・青年時代から機関車掃除夫や陸軍宇治火薬造所職工、新聞配達、南満州鉄道社員など、多種多様な職に就く傍ら無産運動にも尽力。朝鮮で新聞記者を務めていた時代には、藤田組による鉱山労働者虐待の実態を報じ、投獄されたこともある。

### 無産運動の旗手として
帰国後の1919年に日本交通労働組合へ入り、同組合理事長として東京市電争議を主導するが、治安警察法違反により検挙投獄となる。労働関係ではこの他、東京市電従業員交通労働組合委員長や大阪市電従業員交通労働同盟組織顧問などを歴任。
1922年2月、新聞記者時代に投獄された際の体験を綴った小説『赭土に芽ぐむもの』を改造社より上梓し、文壇デビューも果たす。以後も精力的に健筆を振るい、プロレタリア作家としての地位も確立。「種蒔く人」の同人でもあった。
1930年2月に行われた衆院選に東京6区（東京無産党公認）から、1937年の東京市会議員選挙で世田谷区（労農無産協議会）からそれぞれ立候補するが、いずれも落選。市会議員選落選の翌年12月には、労農派第1次人民戦線事件で検挙され、約2年間の留置場生活を余儀なくされる。こうして、戦前は計3度投獄されたものの非転向を貫き、戦時中も時局に迎合する作品を発表することは無かった。

### 日本共産党再建と国会議員時代
終戦後の1945年に「人民文化同盟」を結成、同年12月には機関誌『人民戦線』を発行（1949年7月休刊）し、人民政府樹立への機運を高めることとなる。その一方で日本共産党に入党し、神奈川県藤沢市片瀬の自宅で同年10月30日、政府の苛烈な弾圧を受け壊滅状態にあった同県委員会の再建を果たす。
戦後初の1946年に行われた第22回衆議院議員総選挙にて、神奈川県から日本共産党公認で出馬するも落選するが、同選挙区から公職追放者（日本自由党の河野一郎）が出たことに伴い、繰り上げ当選となる。衆議院議員として日本国憲法制定には反対票を投じた。しかし、翌1947年の衆院選では落選（選挙区は神奈川3区）。
1949年の衆院選で神奈川3区から当選したが、所謂「50年問題」により党内が国際派、所感派両派に分かれる中、武装闘争路線に抗議し、1952年6月脱党。翌1953年の参院選に、全国区から無所属で出馬するが当選には至らなかった。

### 晩年
六全協を経て党内の混乱が収束した1958年に共産党へ復党するが、同年9月1日、心筋梗塞のため神奈川県鎌倉市内の市民診療所で死去。71歳。

## 主著
- 『赭土に芽ぐむもの』（改造社・1922年2月）
- 「緑陰」『早稲田文学』1922年7月
- 「不逞鮮人」『改造』1922年9月
- 「死刑囚と其裁判長」『早稲田文学』1922年10月
- 『汝等の背後より』（改造社・1923年2月）
- 「生ける墳墓」『解放』1923年4月
- 『農夫喜兵衛の死』（改造社・1923年5月）
- 「獄を出て―Ａ兄へ」『種蒔く人』1923年8月
- 『赤道』（聚芳閣・1924年4月）
- 『一人生記録』（聚芳閣・1924年5月）
- 「婦人労働問題」『婦人公論』1926年10月
- 「工場と田園の婦人労働」『解放』1927年7月